# Judäo-berberische Sprache
Das Judäo-Berberische (Zentralatlas-Tamazight ⵜⴰⵎⴰⵣⵉⵖⵜ ⵜⵓⴷⴰⵢⵜ Tamaziɣt tudayt) ist eine Berbersprache, die heute nur noch von circa 2.000 Menschen gesprochen wird, hauptsächlich von Juden berberisch-marokkanischer Abstammung, die in Israel leben. 
Historisch verbreitet war Judäo-Berberisch im Atlas-Gebirge, so in der Region um Tinghir. Die Forschung vermutet, dass entweder ein Übertritt zum Judentum unter Berbern oder eine Assimilation von Juden mit der berberischen Kultur zur Entwicklung der Sprache führte.
Ende des 19. Jahrhunderts waren rund ein Viertel der marokkanischen Juden berbersprachig. Sie verfügten über eine eigene Pessach-Haggadah in Tamazight. In Settat gab es unterschiedliche Wohnviertel (Mellah) für die aus dem Gebirge zugewanderten berbersprachigen chleuh-Juden und die Gemeinde der judäo-arabischen Juden, die noch 1910 durch eine Hauptstraße getrennt waren. Zu Beginn des 20. Jahrhunderts versuchte die Alliance Israélite Universelle die Verwendung der Sprache zurückzudrängen. Mit der Abwanderung vieler Juden in städtische Zentren nahm Arabisch, das einen höheren sozioökonomischen Stellenwert aufwies, an Bedeutung zu, viele Sprecher gaben die Sprache nicht an ihre Kinder weiter. Die Mehrzahl der Sprecher verließ Marokko in den 1950er und 1960er Jahren im Rahmen der Vertreibung von Juden aus arabischen Ländern in Richtung Israel. Die Sprache wird in hebräischer Schrift geschrieben.